# Distrikt Justo Apu Sahuaraura
Der Distrikt Justo Apu Sahuaraura liegt in der Provinz Aymaraes in der Region Apurímac im zentralen Süden von Peru. Der Distrikt wurde am 27. September 1984 aus Teilen des Distrikts Tapairihua gebildet. Benannt wurde der Distrikt nach Justo Sahuaraura Inca (* 1770), einem Mitglied der Adelsschicht der Inka, der für die Unabhängigkeit Perus eintrat.
Der Distrikt besitzt eine Fläche von 101 km². Beim Zensus 2017 wurden 723 Einwohner gezählt. Im Jahr 1993 lag die Einwohnerzahl bei 806, im Jahr 2007 bei 1037. Die Distriktverwaltung befindet sich in der 3150 m hoch gelegenen Ortschaft Pichihua mit 234 Einwohnern (Stand 2017). Pichihua liegt 18 km nordöstlich der Provinzhauptstadt Chalhuanca.

## Geographische Lage
Der Distrikt Justo Apu Sahuaraura liegt im Andenhochland am Westufer des Río Antabamba zentral in der Provinz Aymaraes. Im Nordosten reicht der Distrikt bis zu dessen Einmündung in den Río Chalhuanca.
Der Distrikt Justo Apu Sahuaraura grenzt im Westen an den Distrikt Ihuayllo, im Osten an den Distrikt Tapairihua, im Süden an den Distrikt Yanaca sowie im Südwesten an den Distrikt Chalhuanca.